# Warriors Football Club
Il Warriors Football Club è una società calcistica singaporiana che milita nella Singapore Premier League, la massima serie del campionato singaporiano di calcio.
Fondato nel 1975, il club disputa le partite interne allo stadio Choa Chu Kang (2 700 posti). È il club singaporiano più titolato, avendo vinto 9 volte la Singapore Premier League, dove si è classificato secondo per 4 volte, e 4 Coppe di Singapore.

## Storia
Il club fu costituito nel 1975 con il nome di Singapore Armed Forces Sports Association (SAFSA), per consentire ai membri dell'esercito di Singapore di praticare il calcio a livello agonistico. Il 16 febbraio 1996 il club fu ridenominato Singapore Armed Forces Football Club (SAFFC) e si iscrisse alla neonata S.League. Il 20 gennaio 2013 cambiò nome in Warriorsa Football Club.
Ha giocato allo stadio Jurong fino al 2000, poi dal 2001 allo stadio Choa Chu Kang. Nel 2015 giocò i propri incontri casalinghi allo stadio Woodlands. Nel 2019 si è trasferito allo stadio Jurong East, condiviso con l'Albirex Niigata Singapore, per poi fare ritorno allo stadio Choa Chu Kang.

## Palmarès

### Competizioni nazionali
- Singapore Premier League: 9

1997, 1998, 2000, 2002, 2006, 2007, 2008, 2009, 2014
- Coppa del Singapore: 4

1999, 2007, 2008, 2012
- Coppa di Lega di Singapore: 1

1997
- Singapore Community Shield: 3

2008, 2010, 2015

### Altri piazzamenti
- Singapore Premier League:

Secondo posto: 1996, 1999, 2001, 2005
- Coppa di Lega di Singapore:

Finalista: 2009

## Statistiche

### Partecipazioni alle competizioni AFC
- AFC Champions League: 3 presenze

2009: Fase a gironi
2010: Fase a gironi
2015: Secondo turno preliminare
- Campionato asiatico per club: 3 presenze

1999: Primo turno
2000: Secondo turno
2002: Primo turno
- Coppa delle Coppe dell'AFC: 2 presenze

1997-1998: Secondo turno
2000-2001: Primo turno
- Coppa dell'AFC: 4 presenze

2007: Quarti di finale
2008: Quarti di finale
2013: Fase a gironi
2015: Fase a gironi